# Cannizzaro (Mondkrater)
Cannizzaro ist ein Einschlagkrater auf der Mondrückseite. 
Der Krater Cannizzaro liegt im südlichen Bereich des sehr viel größeren Kraters  Poczobutt und gerät wie dieser nur bei sehr günstiger Libration in den gerade noch sichtbaren Bereich. Benachbart sind  Poczobutt J und Ellison im Westen sowie Chapman im Süden. 
Der Kraterwall ist von einigen Einschlägen gezeichnet, insbesondere im Nordosten durch einen relativ jungen Einschlagkrater. Der Kraterboden ist vergleichsweise eben mit einem kleinen Gebirge in der Nähe des Zentrums.
Der Krater wurde 1970 von der IAU offiziell nach dem italienischen Chemiker Stanislao Cannizzaro benannt.